# Callichroma cosmicum
Callichroma cosmicum là một loài bọ cánh cứng trong họ Cerambycidae.